# Parancistrocerus taihorinensis
Parancistrocerus taihorinensis är en stekelart som först beskrevs av Schulthess 1934.  Parancistrocerus taihorinensis ingår i släktet Parancistrocerus och familjen Eumenidae. Inga underarter finns listade i Catalogue of Life.